# Аминија (Северна Дакота)
Аминија (енгл. Amenia) град је у америчкој савезној држави Северна Дакота.

## Демографија
По попису из 2010. године број становника је 94, што је 5 (5,6%) становника више него 2000. године.
| Група             | 2000.       | 2010.      |
| Белци             | 89 (100,0%) | 87 (92,6%) |
| Афроамериканци    | 0 (0,0%)    | 0 (0,0%)   |
| Азијати           | 0 (0,0%)    | 0 (0,0%)   |
| Хиспаноамериканци | 0 (0,0%)    | 0 (0,0%)   |
| Укупно            | 89          | 94         |